# Kaunertal
Kaunertal je údolí v Ötztalských Alpách v Rakousku ve spolkové zemi Tyrolsko v okrese Landeck a obec, ve které žije 616 obyvatel (k lednu 2021).

## Geografie a dopravní dostupnost
Údolí Kaunertal sleduje tok říčky Fagge a stoupá od severu od města Kauns (cca 1000 m n. m.) směrem k jihu v délce cca 25 km. Obec Kaunertal leží přibližně uprostřed údolí a zahrnuje vícero osad v délce přes 20 km.
Na východní straně za hřebenem Kaunergrat probíhá ve stejném severojižním směru údolí Pitztal, na západní straně za hřebenem Glockturm je údolí horního Innu. Oba horské hřebeny dosahují ve své severní části přes 2000 m a dále na jih řadou vrcholů přes 3000 m.
Závěr údolí tvoří hranici s Itálií, je zahrazen masívem Weißseespitze (Cima del Lago Bianco, 3510 m) a druhým největším ledovcem Rakouska Gepatschferner (Vedretta della Croda).
Do údolí je přístup po odbočení ze silnice I. třídy B180 místní silnicí, která byla kvůli regulaci turismu za částí Feichten zpoplatněna a v roce 1982 byla dobudována až na parkoviště pod ledovcem. Sem jezdí i linkový autobus, který zde má mít údajně nejvýše položenou konečnou v Rakousku.

## Památky, zajímavosti, turistika

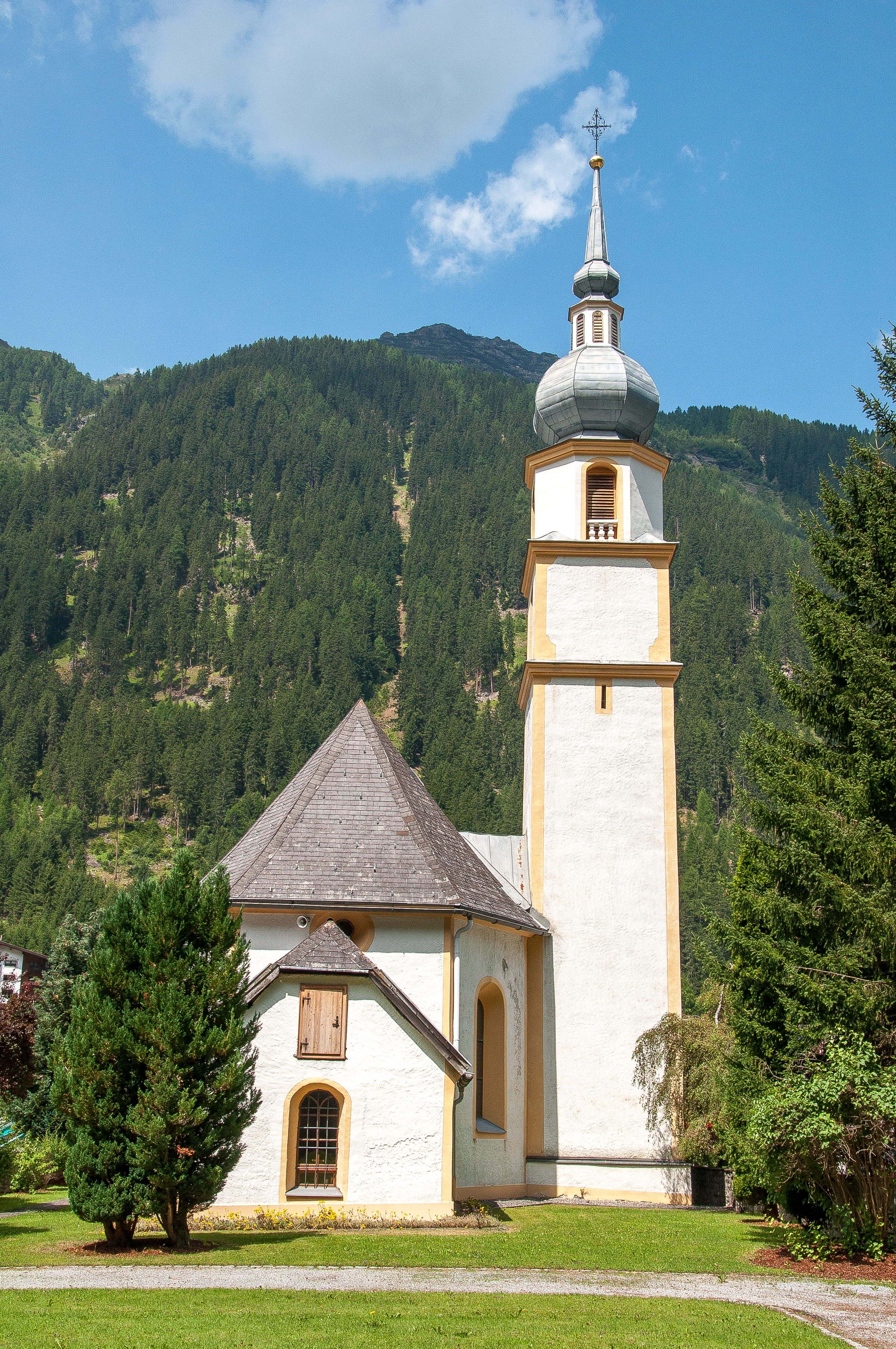
Kostel Nejsvětější Trojice

Centrem obce je část Feichten s farním kostelem nejsvětější Trojice, obecním úřadem a také turistickým informačním střediskem. Krytý bazén má 20 m. V ústí údolí v části Kaltenbrunn je gotický poutní kostelík ze 16. století Nanebevzetí Panny Marie a dále v části Platz je lokální vlastivědné muzeum.
Mezi několika horskými chatami je zajímavostí Gepatschhaus, který byl založen roku 1873 jako první chata německého alpského spolku (DAV) na území Rakouska. Nyní leží u mýtné silnice, poblíž je kaplička Panny Marie Sněžné z roku 1895.
V horní (jižní) části údolí byla v roce 1964 dokončena přehradní nádrž Gepatsch, která je zajímavá tím, že její hydroelektrárna leží v sousedním údolí na břehu řeky Inn poblíž obce Prutz a tlakové potrubí dlouhé cca 14 km podchází horský hřeben a využívá tak spádu přes 800 m. Sypaná hráz má délku 600 m a výšku 153 m.
Placená vyhlídková silnice (Kaunertaler Gletscherstraße) vede cca 5 km podél přehrady a v létě je sjízdná 29 serpentinami až na parkoviště ve výšce 2 730 m u restaurace a dolní stanice kabinkové lanovky na Karlesjoch. Ve výšce 2470 m míjí malebné jezero Weißsee.
Kromě kabinkové lanovky, která končí ve 3000 m n. m. na hřebeni na italské hranici, kde neschůdný terén běžnému turistovi neposkytuje možnost dalšího putování, je možné z parkoviště dojít k ledovci a projít si ledovcovou puklinou. Lokalita je především lyžařskou destinací, několik lyžařských vleků vede do ledovcového terénu na severním svahu Weißseespitze.
Dříve odlehlé a těžko dostupné údolí se skrovným zemědělstvím zažilo v posledních stu letech vzestup turistiky z pár desítek na až 70 tisíci návštěvníků ročně díky vybudování přístupové cesty a dalších možností ubytování. Navzdory negativnímu vlivu na biodiverzitu má vybudovaná turistická a lyžařská infrastruktura významný vliv na ekonomiku obce, přičemž počet letních a zimních návštěvníků je prakticky vyrovnaný. Vzhledem k úbytku ledovců byly původní plány na letní lyžařský areál změněny a lyžuje se jen v zimní sezóně.